# خاطرات توسعه‌نیافتگی
خاطرات توسعه‌نیافتگی (اسپانیایی: Memorias del Subdesarrollo‎) فیلمی کوبایی به کارگردانی توماس گوتییرز آلئا و بازیگری دیزی گرانادوس است که در سال ۱۹۶۸ منتشر شد.